# Helmut Zhuber
Helmut Zhuber (* 1959 in München) ist ein deutscher Schauspieler und Hörspielsprecher.

## Leben und Werk
Helmut Zhuber erhielt seine schauspielerische Ausbildung an der Universität Mozarteum in Salzburg. Seitdem gastiert er regelmäßig an vielen bedeutenden deutschen Bühnen, wie dem Hamburger Thalia Theater, dem Nationaltheater Mannheim, dem Staatstheater Darmstadt, dem Ernst-Deutsch-Theater, dem Staatsschauspiel Dresden oder den Staatlichen Schauspielbühnen Berlin. Dabei arbeitete Zhuber bislang mit namhaften Regisseuren und Regisseurinnen wie Dimiter Gotscheff,  Wolf-Dietrich Sprenger, Jorinde Dröse, Erik Gedeon oder Robert Wilson.
Eine nicht alltägliche Spielstätte hatte Zhuber in der Spielzeit 1998/99 am Thalia Theater: Die Inszenierung des 90-minütigen Monologes Bartsch, Kindermörder von Oliver Reese (Regie: Stephanie Kunz) fand im Lastenaufzug des Theaters statt.
In der Folge Spuren einer Unsichtbaren aus der Serie Der Alte gab Helmut Zhuber 1983 sein Debüt vor der Fernsehkamera. Seit 2001 ist er regelmäßiger Gast auf dem Bildschirm, häufig in Krimiserien wie Die Männer vom K3, Tatort, Bella Block oder SOKO Wismar, aber auch in Literaturverfilmungen wie Das Feuerschiff nach der Novelle von Siegfried Lenz oder in der Rolle des nationalsozialistischen Schulleiters Hinrich Wriede in Neger, Neger, Schornsteinfeger!, der Autobiographie Hans-Jürgen Massaquois.
Neben einer umfangreichen Tätigkeit als Sprecher für Hörspiele und Hörbücher, lehrte Helmut Zhuber als Schauspieldozent u. a. an der Universität der Künste Berlin, und der Schule für Schauspiel Hamburg. Seit 2009 ist er Univ. Prof. für Schauspiel am Thomas-Bernhard-Institut der Universität Mozarteum in Salzburg.

## Filmografie (Auswahl)
- 1983: Der Alte – Spuren einer Unsichtbaren
- 1986: Der Kandidat
- 1991: Der Tod kam als Freund
- 1998: Stadtklinik – Das Opfer
- 2001: Die Pfefferkörner – Katharina ist weg
- 2002: Doppelter Einsatz – Im Visier der Bestie
- 2002: Großstadtrevier – Mäuse und Menschen
- 2003: Die Männer vom K3 – Blutrache
- 2004: Tatort – Abschaum
- 2004: Der Boxer und die Friseuse
- 2005: Bella Block: Die Frau des Teppichlegers
- 2005: Großstadtrevier – Blackout
- 2006: Abschnitt 40 – Geständnisse
- 2006: Neger, Neger, Schornsteinfeger!
- 2007: Notruf Hafenkante – Seitensprung
- 2007: Der Dicke – Gefährliche Spiele[5]
- 2008: Das Feuerschiff
- 2008: Was wenn der Tod uns scheidet?
- 2008: Zur Sache, Lena! – Der Aufbruch
- 2008: Der Tote in der Mauer
- 2008: SOKO Leipzig – Emanuela
- 2008: Remarque – Sein Weg zum Ruhm
- 2009: Großstadtrevier – Vermisst
- 2010: SOKO Wismar – Die letzte Chance
- 2011: Restrisiko
- 2012: Heiter bis tödlich: Morden im Norden – Tödliche Heilung
- 2012: Mord mit Aussicht – Waldhaus Amore
- 2013: Mord nach Zahlen
- 2018: SOKO Hamburg – Tod in der Schleuse
- 2018: Die Kanzlei – Nothalt
- 2019: Brecht

## Hörspiele (Auswahl)
- 1987: Sternenvogel – Regie: Andreas Weber-Schäfer
- 1987: Adolf Schröder: Katzengeschrei – Regie: Ernst Jacobi (Kriminalhörspiel HR/SWF)
- 1988: Und wenn sie nicht gestorben sind... – Regie: Andreas Weber-Schäfer
- 1989: Stellvertreterkrieg – Regie: Andreas Weber-Schäfer
- 1990: Ambra – Das letzte Geschenk – Regie: Andreas Weber-Schäfer
- 1990: Polizeifunk – Regie: Sigurd König
- 1990: Sternenglimmer und Hot Dog – Regie: Andreas Weber-Schäfer
- 1991: Die Tränen der Sphinx – Regie: Andreas Weber-Schäfer
- 1992: Zirkus Armando – Regie: Stefan Hilsbecher
- 1993: Zweidrei Liebesgeschichten – Regie: Heidrun Nass
- 1995: Billy-ze-Kick – Regie: Eberhard Klasse
- 1998: Kaffee im Haus von Zara Naor – Regie: Beatrix Ackers
- 2002: Ich war Il Duces Judenmädchen – Regie: David Zane Mairowitz
- 2005: Die Liebenden (1. und 2. Teil) – Regie: Wolfgang Stockmann
- 2006: Alle Tage – Regie: Beate Andres
- 2007: Das Evangelium nach Jesus Christus (1. und 2. Teil) – Regie: Hans Gerd Krogmann

## Auszeichnungen
- O.-E.-Hasse-Preis der Berliner Akademie der Künste (1984)[6]
- Förderpreis des österreichischen Wissenschaftsministeriums[2]